# Montes Víndias

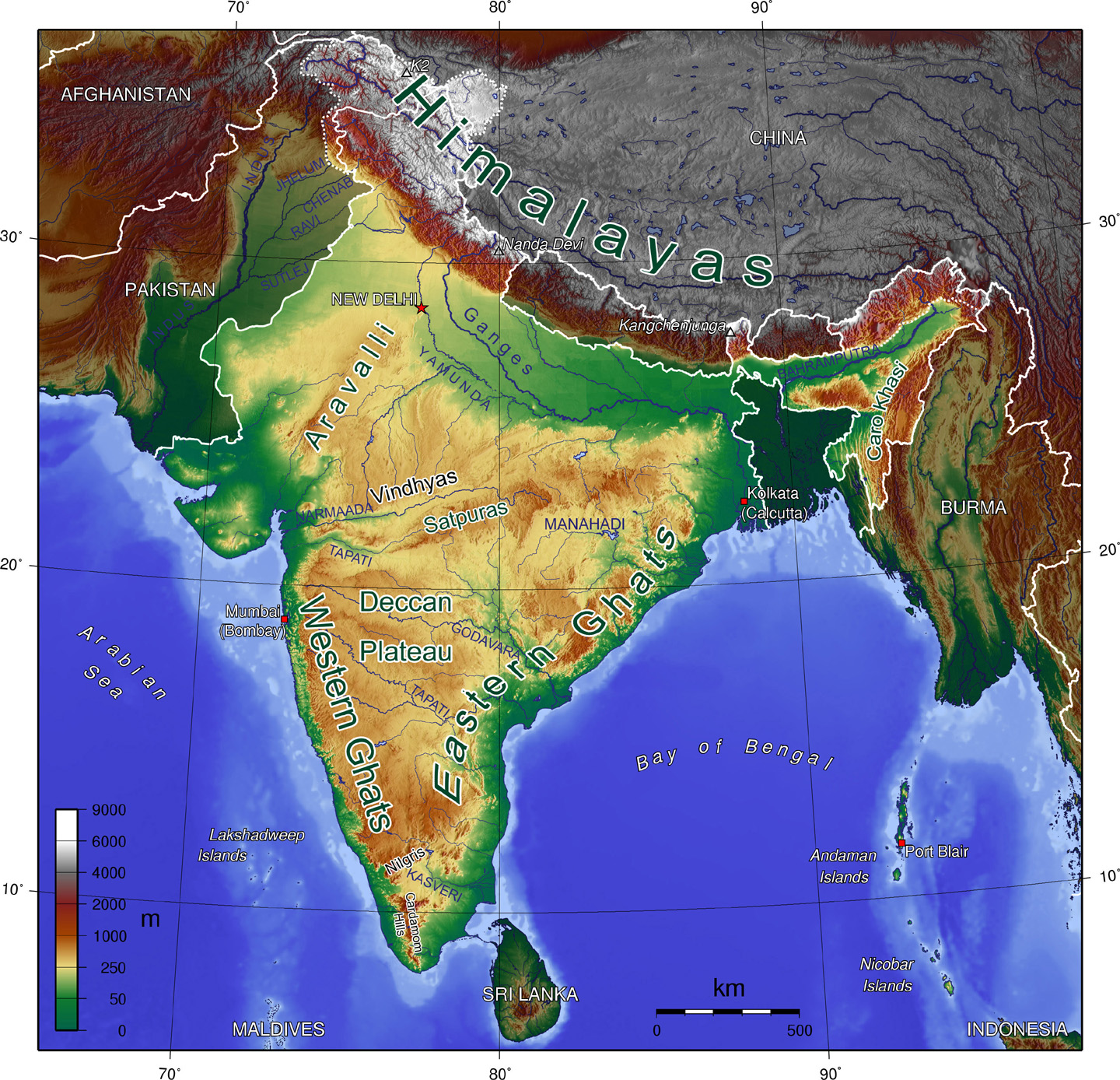
Mapa topográfico da Índia, com a localização dos Montes Víndias.

Os Montes Víndias (विन्‍ध्य, em sânscrito) são uma cordilheira composta por montanhas e colinas mais antigas na porção centro-ocidental do Subcontinente Indiano e que separa o sul da Índia da planície Indo-Gangética. 
O extremo ocidental da cordilheira encontra-se no estado indiano do Guzerate, no lado oriental da península do Guzerate, próximo à divisa com os estados do Rajastão e Madhya Pradesh. Ao adentrarem o subcontinente, as montanhas correm na direção leste e norte, até perto do Ganges em Mirzapur.
A área ao norte e a oeste é árida e inóspita, enquanto que a vertente sul é drenada pelo rio Narmada, que corre na direção oeste para o mar Arábico. A vertente norte é drenada por tributários do Ganges.